# Бубновская Слободка
Бу́бновская Слобо́дка (укр. Бубнівська Слобідка, историческое название Бубнов) — село в Золотоношском районе Черкасской области Украины.
Село расположено в долине Днепра в 40 км от районного центра — города Золотоноша и в 9 км от железнодорожной станции Гладковщина Одесской железной дороги.
Село Бубновская Слободка — административный центр Бубновско-Слободского сельского совета.

## История

Герб села 1729 года

Первое упоминание о селе встречается на карте Боплана 1650 года.
В 1666 году слободчане участвовали в восстании Переяславского полка против российских войск.
В 1910—1914 годах — земство, а затем земская школа. В 1920—1930-х годах из церкви сделали клуб.
В ноябре 1929 года в селе началась работа по образованию колхоза, первый колхоз назвали «Победа». В него вступило незначительное количество крестьян, преимущественно те, что жили бедно. Хозяйство колхоза был расположено на краю села, во дворах крестьян, которые были выселены из своих хозяйств. Первым председателем колхоза был Кузебний Василий Грапович. В начале 1931 года в селе был образован колхоз «Пятилетка за 4 года», в него вступили уже более зажиточные крестьяне. Первым председателем этого колхоза был Шнурко Иван Тимофеевич. Хозяйство колхоза «Пятилетка за 4 года» располагалось на песчаных холмах. Дом конторы колхоза сохранился поныне, в нём теперь столовая СООО «Воля».
Немецкие оккупанты захватили село 19 сентября 1941 года, фронт был далеко за селом. Колхозные хозяйства в период оккупации остались целыми. Многие из сельской молодёжи были отправлены на работу в Германию. Два года и четыре дня село было оккупировано. 23 сентября 1943 года село отвоевали войска Красной армии. Боев в селе не было, немцы спешили на переправу к Днепру. 568 жителей села воевали на фронтах войны, 312 из них погибли, 213 награждены орденами и медалями. В 1943 году на центральной площади села был похоронен погибший в боях за освобождение Черкасской области Герой Советского Союза Олег Бычковский.
Летом 1950 года объединили колхозы двух сел Бубнова и Слободки в один. Его назвали именем Ильича. С 1958 года село стало называться Бубновская Слободка, а колхоз — имени Постышева. Председателем колхоза был Луцик Овксентий Иванович. Колхоз обрабатывал 3800 га сельскохозяйственных угодий, в том числе 2700 га пахотной земли. Производственное направление хозяйства было зерновое с развитым животноводством.
7 мая 1992 года колхоз имени Постышева реорганизован в КСП «Воля», а с 15 декабря 1999 года — СООО «Воля» (директор Олейник Павел Петрович.
После освобождения села, в 1944 году, открыли школу, директором была Воронченко Анна Захаровна. Учились в две смены, школа находилась в простой сельской хате. До этого, кто хотел получить среднее образование, ходили в школу сел Прохоровки или Песчаное. В 1960-х годах сельский совет и дирекция школы начали хлопотать о построении нового помещения. Эта школа находится и сейчас.
На территории села работает клуб, библиотека, магазины. Клуб в селе перестроили в 1936 году, начали работать кружки художественной самодеятельности. Заведующим клуба работал Пономаренко Григорий Минович, он же стал и первым библиотекарем.
С 1990 года при школе действует танцевальный коллектив «Веночек», в 1995 году ему присвоено звание «образцового». Основателями этого коллектива были супруги Застрожновы — Заслуженный артист Украины Застрожнов Владимир Кириллович и лауреат Всесоюзных конкурсов Застрожнова Лидия Романовна. Они учили детей с 1 по 11 классы украинским народним танцам, таким как «Гопак», «Полька» и т. д.
На территории села действует лекарственная амбулатория. Первая больница была на «Басовци», потом её перевели в центр села, строение не сохранилось. Был и свой роддом.

## Родились
- Гамова Юлия Петровна — бандуристка, народная артистка УССР.
- Сигорский Виталий Петрович — украинский физик-электронщик.
- Фесун Анатолий Иванович[укр.] — заслуженный доктор Украины.
- Пасішник Семен Власович — герой соціалістичної праці